# Летимву
Летѝмву (на гръцки: Λετύμβου) е село в Кипър, окръг Пафос. Според статистическата служба на Република Кипър през 2001 г. селото има 279 жители.
Намира се на 12 км северно от Пафос.